# 리처드 콘트

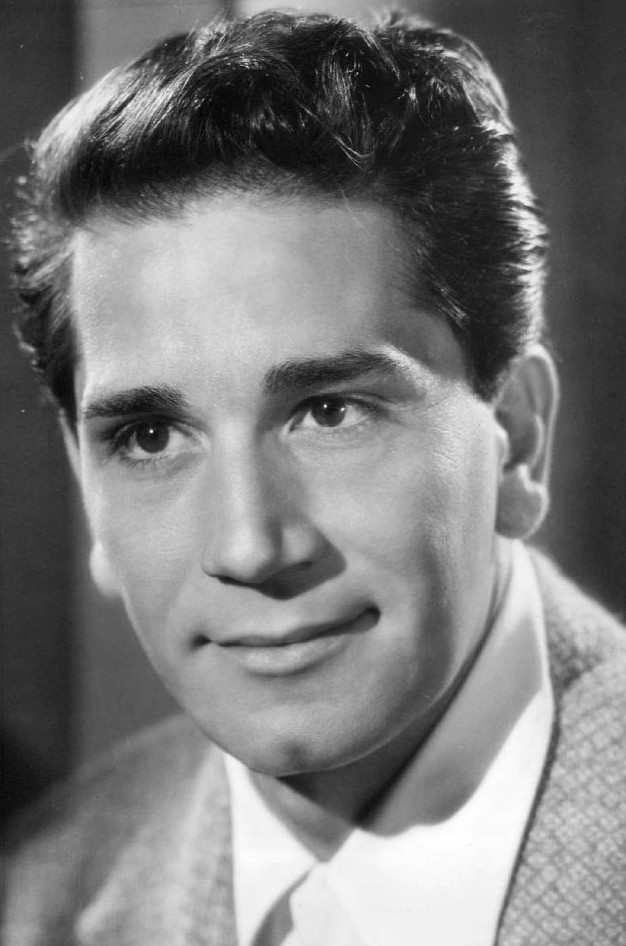

리처드 콘트(Richard Conte, 1910년 3월 24일 ~ 1975년 4월 15일)는 미국의 영화 감독, 연극 배우, 영화배우, 텔레비전 배우, 배우이다.
저지시티에서 태어났으며 로스앤젤레스에서 사망하였다. 사인은 심근 경색이다.

## 영화
- 대부 일대기 (1992년)
- 대부 (1972년) - 에밀리오 바지니 역
- 벽 속의 여자 (1968년)
- 호텔 (1967년)
- 토니 로마 (1967년)
- 최고의 이야기 (1965년)
- 지상 최대의 서커스 (1964년)
- 후즈 빈 슬리핑 인 마이 베드? (1963년)
- 페페 (1960년)
- 오션스 일레븐 (1960년) - 안소니 레이몬드 토니 베그도프 역
- 추격 (1959년)
- 황야의 탈출 (1959년)
- 선셋 77번가 (1958년)
- 크라이 투마로우 (1955년)
- 빅 콤보 (1955년)
- 블루 가디니아 (1953년)
- 도둑의 고속도로 (1949년) - 닉 역
- 소용돌이 (1949년)
- 이방인의 집 (1949년)
- 크라이 오브 더 시티 (1948년)
- 콜 노스사이드 777 (1948년)
- 진실한 사랑 (1947년)
- 썸웨어 인 더 나잇 (1946년)
- 13 루 마드렌 (1946년)
- 워크 인 더 선 (1945년) - Pvt. 리베라 역
- 벨 포 아다노 (1945년)
- 캡틴 에디 (1945년)
- 진주만 습격(영어판) (1944년)
- 과달카날 다이어리 (1943년)